# Tétaigne
Tétaigne é uma comuna francesa na região administrativa de Grande Leste, no departamento das Ardenas. Estende-se por uma área de 5,79 km². Em 2010 a comuna tinha 134 habitantes (densidade: 23,1 hab./km²).